# Josef Meyenberg
Josef Meyenberg (* 25. Februar 1891 in Lamspringe; † 12. August 1977 in Bad Essen) war ein deutscher Gewerbeschullehrer und Maler norddeutscher Landschaften, vor allem des Dümmersee-Gebietes.

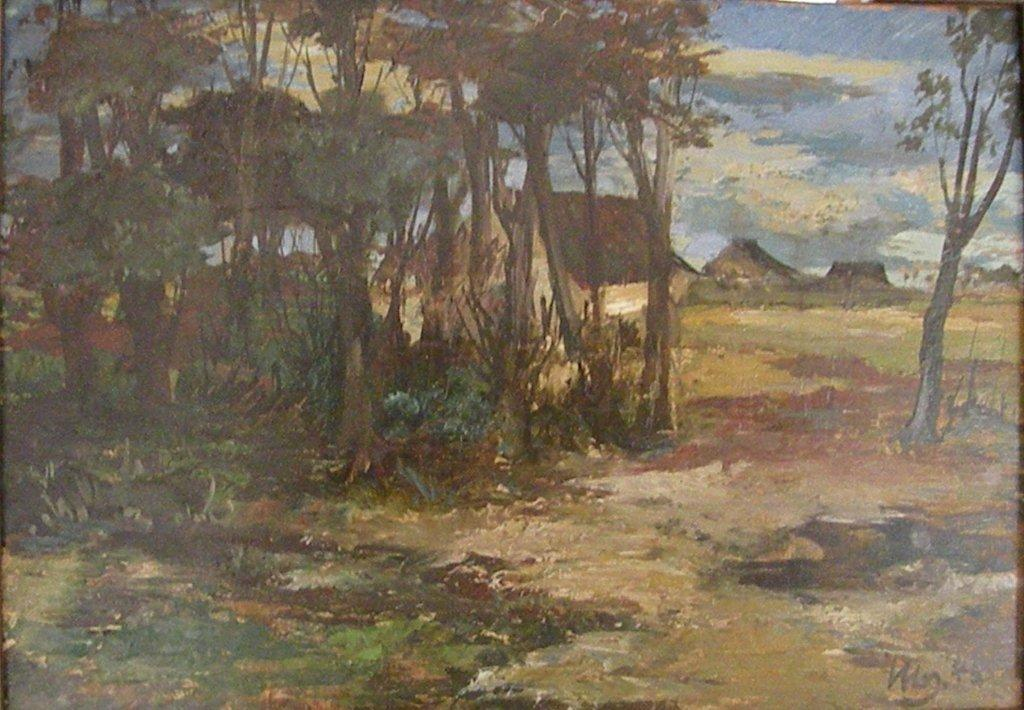
Josef Meyenberg: Landschaft am Dümmer; 36 cm × 26 cm; Öl auf Sperrholz; 1946

## Leben
Josef Meyenberg war der Sohn eines Tischlermeisters, der nach eigenen Entwürfen Möbel im Jugendstil herstellte. Nach Schulbesuch in Lamspringe und einer Ausbildung als Tischler in der väterlichen Werkstatt von 1905 bis 1908, besuchte Josef Meyenberg die Handwerker- und Kunstgewerbeschule in Hildesheim. Von 1910 bis 1914 arbeitete er als Innenarchitekt in Hannover, wo er auch Zeichenkurse an der Kunstgewerbeschule besuchte. Ab 1915 war er als Soldat im Deutschen Alpenkorps. Nach Kriegsende kehrte er zunächst in die väterliche Werkstatt zurück, um dann bald darauf erneut zu studieren, diesmal in Berlin, mit dem Abschluss als Gewerbelehrer. 
Seine erste Stelle trat er in Limburg an der Lahn an, ab 1928 unterrichtete er als Gewerbeoberlehrer in Osnabrück. Meyenberg lernte auf zahlreichen Wanderungen die Osnabrücker Landschaft, vor allem das Gebiet des Dümmer-Sees kennen. 
Mit seinem Freund, dem Bildhauer Fritz Szalinski, richtete er Anfang der 1930er Jahre ein Atelier in Hüde am Dümmer-See im sog. Rabbingschen Haus („Hüde 49“) ein, das Szalinski 1934 aufgeben musste, Meyenberg aber bis zu seinem Tode behielt. Meyenberg war von 1929 bald nach der Gründung der Osnabrücker Ortsgruppe des Reichsverbandes bildender Künstler Deutschlands bis zur Auflösung 1933 und dann auch wieder nach der Neugründung  des Bundes Bildender Künstler (BBK) 1945 Mitglied. Ausstellungen seiner Öl- und Aquarellbilder wurden seit den 1930er Jahren in Breslau, Hildesheim, Bremen, Osnabrück, Braunschweig, Hannover, Oldenburg, Diepholz veranstaltet. 
Nach seiner Pensionierung 1958 zog Meyenberg nach Bad Essen um, wo er 1977 starb. 
Eine erste Ausstellung seiner Werke an seinem Geburtsort Lamspringe erfolgt anlässlich seines 40. Todestages im Oktober 2017 im Figurensaal des alten Klostergebäudes in Lamspringe.

## Werk
Die seit den 1930er Jahren entstandenen Ölgemälde und Aquarelle Meyenbergs  sind überwiegend der niedersächsischen Moor- und Heidelandschaft gewidmet. Sie sind deutlich beeinflusst von dem Bremer Landschaftsmaler Otto Modersohn und seinem Kreis, bleiben aber unberührt von dem Expressionismus seiner Zeit, der ja auch die Landschaftsmalerei der 1920er und frühen 30er Jahre prägte. So konnte Meyenberg auch während der Zeit des Nationalsozialismus weiter malen und ausstellen, vor allem in Osnabrück, auf Ausstellungen, die von der Reichskammer der Bildenden Künste oder von der Osnabrücker Handwerkskammer veranstaltet wurden.

## Museumsbesitz
- Dümmer-Museum, Lembruch
- Kulturgeschichtliches Museum, Osnabrück

## Gedenkausstellungen
- 2007: Josef Meyenberg. Maler norddeutscher Landschaften:  Dümmer – Moor – Heide, Dümmer-Museum, Lembruch und Kreismuseum Syke
- 2017: Josef Meyenberg. Gedächtnisausstellung: Kloster Lamspringe (Figurensaal)

## Schriften (Auswahl)
- Josef Meyenberg: Kunst am Dümmer. In: Diepholzer Kreisblatt 30. September 1955
- Josef Meyenberg: Auf den Spuren der Erinnerung. In: Osnabrücker neue Tagespost, 25. Februar 1961